# Waterkrachtcentrale Henry Borden
Waterkrachtcentrale Henry Borden (Portugees: Usina Hidroelétrica Henry Borden) is een waterkrachtcentrale gelegen aan de Serra do Mar bij de stad Cubatão in Brazilië, nabij de stad Santos. Bijzonder aan deze centrale is het extreem grote hoogteverschil waardoor hij met een heel klein debiet kan werken.

## Werking
Het water komt uit de rivier de Tiete, die iets verlegd is en waarvan het water in het stuwmeer van de Billingsdam uitkomt. Dit stuwmeer wordt hoofdzakelijk gebruikt voor de drinkwatervoorziening van São Paulo en ligt op 750 m hoogte. Uit het meer wordt ook het water voor de Henry Borden-centrale onttrokken en geleid naar het iets lagere stuwmeer van de Rio das Pedras (op 735 m hoogte), hiervandaan stroomt het water naar de inlaat op een hoogte van ruim 700 m. Vanaf dit punt gaat het water deels door een verticale schacht naar een ondergrondse centrale op een hoogte van ca 20 m boven zeeniveau. Een ander deel gaat door buisleidingen over dezelfde hoogte naar beneden naar een centrale die "buiten" is gebouwd (d.w.z. niet in een holte in de berg). De oudste centrale (in de berg) is opgeleverd in 1926, de centrale "buiten" in 1950. De ondergrondse hal is 120 m lang, 21 m breed en 29 m hoog.

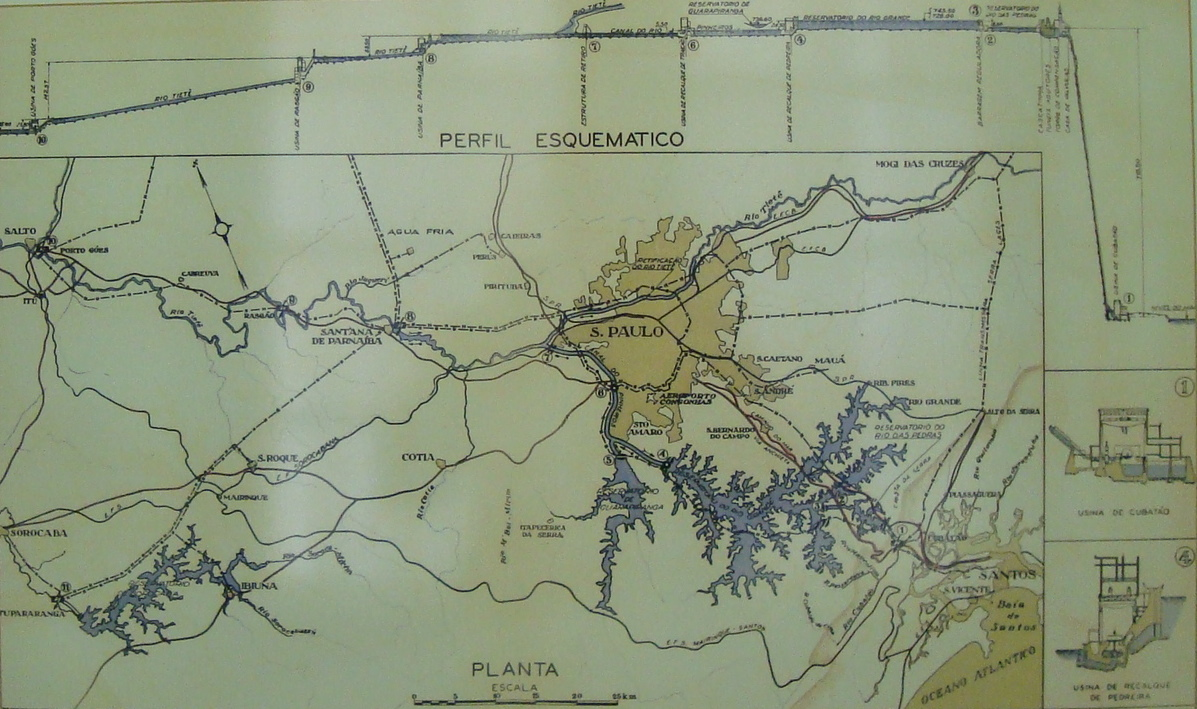
Locatie en dwarsdoorsnede van de centrale

## Vermogen
Beide centrales samen hebben een vermogen van 889 MW, bij een debiet van 157 m³/s. Dit is een hoog rendement per m³ water, 1 m³ water levert 1,57 kWh op. Bij een "normale" waterkrachtcentrale, bijvoorbeeld de Edertalsperre in Duitsland, is het rendement slecht 0,1 kWh per m³ water.
Het vermogen wordt geleverd door 14 generatoren aangedreven door peltonturbines; dit zijn tubines die speciaal ontworpen zijn om te werken onder hoge druk. De ondergrondse centrale kan 420 MW leveren, de nieuwe centrale 469 MW.

## Beperkingen
Ondanks het verhoudingsgewijs kleine waterverbruik besloot de Braziliaanse overheid in 1992 om de centrale slechts op beperkt vermogen te laten draaien (max. 200 MW) om meer drinkwater beschikbaar te hebben in het Billingsstuwmeer ten behoeve van de drinkwatervoorziening van São Paulo.